# 鶴岡雅浩
鶴岡雅浩（つるおかまさひろ、1967年 - ）は、主にライブビデオ、プロモーションビデオを手掛ける映像作家。東京都出身。
私立桐朋高校卒業後、電通映画社（現、電通テック）で広告映像のアシスタントを始める。同時期、パンクバンド『えび』でミュージシャンとしてメジャーデビュー。映像制作会社フィッツロイでミュージックビデオの監督に転身。現在フリーで活動中。

## 監督した主なアーティスト
- SEKAI NO OWARI
- Mr.Children
- ゆず
- L'Arc〜en〜Ciel
- ゴスペラーズ
- ASIAN KUNG-FU GENERATION
- 坂本龍一
- 佐野元春
- 松浦亜弥
- HYDE
- グループ魂
- JUN SKY WALKER(S)
- コブクロ
- 及川光博
- TOKIO
- SPEED
- VAMPS
- CHEMISTRY
- 松田聖子
- でんぱ組.inc